# Duomyia botulus
Duomyia botulus är en tvåvingeart som beskrevs av Mcalpine 1973. Duomyia botulus ingår i släktet Duomyia och familjen bredmunsflugor. Inga underarter finns listade i Catalogue of Life.